# Gabriele Rauscher
Gabriele Rauscher (ur. 20 listopada 1970 w Münsingen) – niemiecka narciarka, specjalistka narciarstwa dowolnego. Jej najlepszym wynikiem na mistrzostwach świata jest 17. miejsce w jeździe po muldach na mistrzostwach w Iizuna. Zajęła także 11. miejsce w tej samej konkurencji na igrzyskach olimpijskich w Nagano. Najlepsze wyniki w Pucharze Świata osiągnęła w sezonie 1997/1998, kiedy to zajęła 25. miejsce w klasyfikacji generalnej, w klasyfikacji jazdy po muldach podwójnych była szósta, a w klasyfikacji jazdy po muldach była dziewiąta.
W 1998 r. zakończyła karierę.

## Sukcesy

### Igrzyska olimpijskie
| Miejsce | Dzień     | Rok  | Miejscowość | Konkurencja      | Zwycięzca  |
| ------- | --------- | ---- | ----------- | ---------------- | ---------- |
| 11.     | 11 lutego | 1998 | Nagano      | Jazda po muldach | Tae Satoya |

### Mistrzostwa Świata
| Miejsce | Dzień     | Rok  | Miejscowość | Konkurencja      | Zwycięzca    |
| ------- | --------- | ---- | ----------- | ---------------- | ------------ |
| 18.     | 18 lutego | 1995 | Clusaz      | Jazda po muldach | Candice Gilg |
| 17.     | 8 lutego  | 1997 | Iizuna      | Jazda po muldach | Candice Gilg |

### Puchar Świata

#### Miejsca w klasyfikacji generalnej
- 1992/1993 – 86.
- 1993/1994 – 83.
- 1994/1995 – 61.
- 1995/1996 – 41.
- 1996/1997 – 35.
- 1997/1998 – 25.

#### Miejsca na podium
1. La Plagne – 20 grudnia 1997 (Jazda po muldach) – 3. miejsce
2. La Plagne – 20 grudnia 1997 (Jazda po muldach) – 3. miejsce

- W sumie 2 trzecie miejsca.